# كينتارو ساوادا
كينتارو ساوادا مواليد 15 مايو 1970 في كاناغاوا، هو لاعب كرة قدم ياباني سابق كان يلعب كمدافع.

## المسيرة الاحترافية

### أندية لعب لها
- كاشيوا ريسول
- سانفريس هيروشيما

## روابط خارجية
- كينتارو ساوادا على موقع رابطة كرة القدم اليابانية للمحترفين (اليابانية)
- كينتارو ساوادا على موقع قاعدة بيانات كرة القدم.إي يو (الإنجليزية)
- كينتارو ساوادا على موقع ناشيونال فوتبول تيمز (الإنجليزية)
- كينتارو ساوادا على موقع Soccerway.com (الإنجليزية)
- كينتارو ساوادا على موقع عالم كرة القدم.نت (الإنجليزية)
- كينتارو ساوادا على فرق كرة القدم الوطنية.كوم